# Overnachtingshaven Haaften

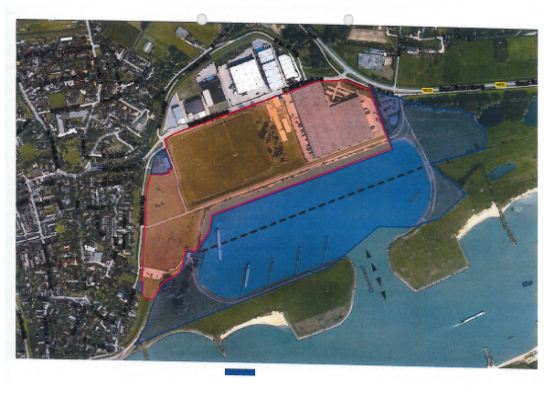
Erfdienstbaarheid op het zuidelijk deel van de haven. De noordelijke strook van 30 meter is niet voor overnachting.
Benoorden de haven ligt de Kerkewaard: roodbruin is eigendom van NedCargo, blauwachtig is eigendom van Kerkewaard BV.

Overnachtingshaven Haaften, ook wel uitwijkhaven of vluchthaven genoemd, is in 1985 in gebruik genomen en was daarmee de eerste officiële overnachtingshaven voor de binnenvaart in Nederland. De haven van 24 hectare ligt aan de Waal bij Haaften, in de Nederlandse gemeente West Betuwe. Hij was bedoeld als industriehaven voor de Kerkewaard, maar is wegens gebrek aan emplooi vrijwel uitsluitend gebruikt als overnachtingshaven. Het omliggend terrein dient als overnachtingsplaats voor vrachtwagens. De haven en de voorzieningen zijn ettelijke keren aangepast, maar de voorzieningen voldoen niet geheel aan de huidige standaard. Schepen mogen hier maximaal 3×24 uur liggen, maar er zijn conflicten geweest over het gebruik, mede doordat er vanaf de laatste decennia van de twintigste eeuw toch industrie kwam.

## Ligging en grootte

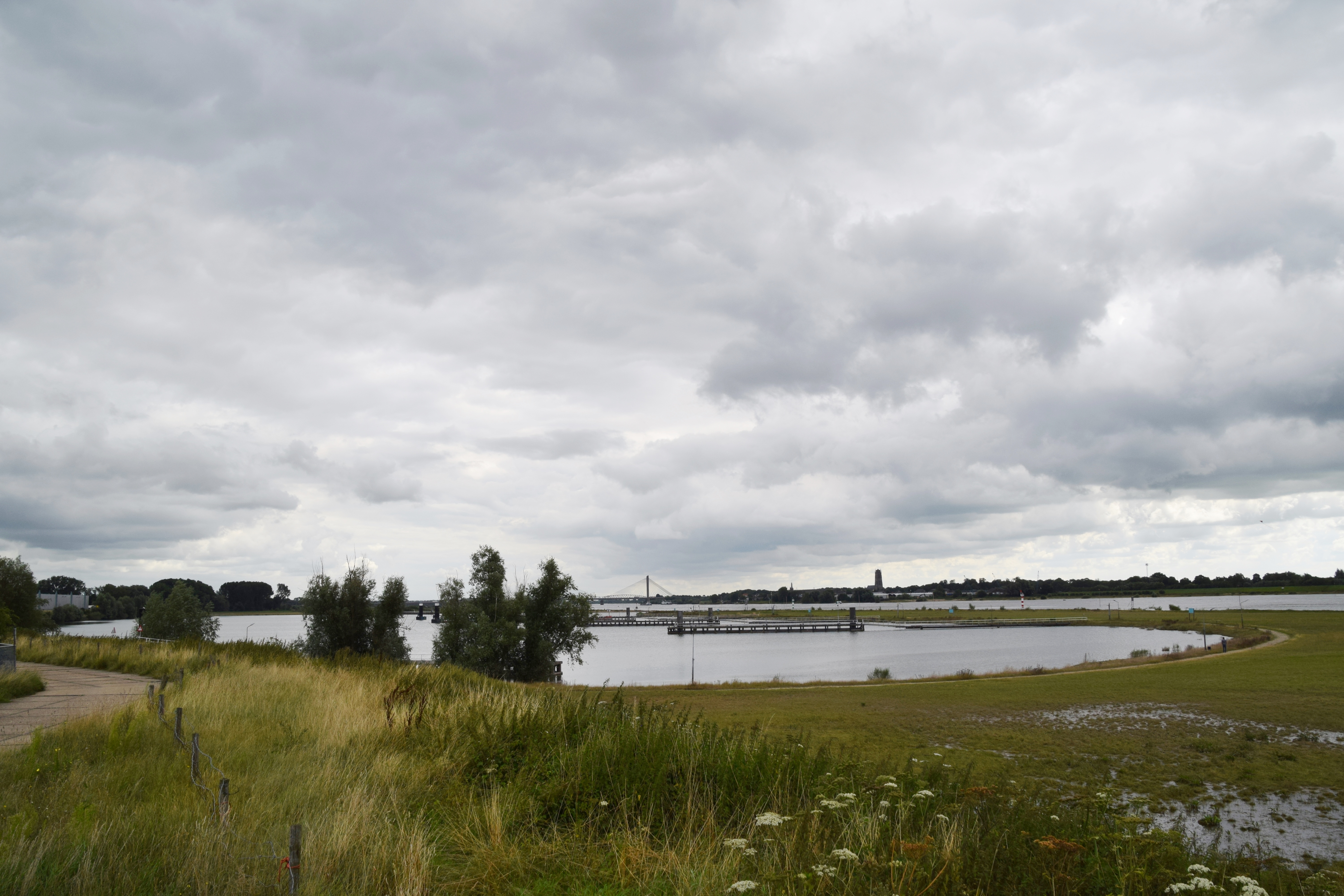
De haven in 2021 vanuit het westen, met links bebouwing op de Kerkewaard. De invaart is net zichtbaar rechts van de struiken.
Op de achtergrond de Martinus Nijhoffbrug en de Dr. W. Hupkesbrug. Op de andere Waaloever de Grote of Sint-Maartenskerk (Zaltbommel) en de kleinere toren van het Gasthuis.

De havenmond ligt bij kilometerraai (kmr) 936,0 op de rechteroever (de noordelijke oever) van de Waal, recht tegenover Zaltbommel en 2,2 kilometer stroomafwaarts van de Waalbrug van de A2.
Langs de lange noordzijde van de haven ligt industriegebied Kerkewaard en tweehonderd meter ten westen van de haven begint de dorpskern van Haaften. Oostelijker ligt Tuil. Het is de westelijkste van de drie rijksovernachtingshavens die in de twintigste eeuw aangelegd zijn: de andere zijn IJzendoorn (kmr 907,8) en Lobith (kmr 863,4).
De haven is ruim 850 meter lang en ruim 300 meter breed. Het wateroppervlak is ongeveer 24 hectare en de diepte is meer dan 20 meter. Juridisch gezien behoort alleen het zuidelijke deel tot de overnachtingshaven, doordat Kerkewaard BV alleen daarop een erfdienstbaarheid verleend heeft aan de staat. Dit deel meet 15,1 hectare, de invaart niet meegerekend.
De strook van dertig meter breed langs de kademuren in het noordelijk deel valt niet onder de erfdienstbaarheid en is industriehaven. Daarmee is het niet in elk opzicht openbaar vaarwater, en Kerkewaard BV staat niet toe dat schepen in dit gedeelte overnachten. Ze mogen er wel manoeuvreren.

## Beheer en eigendom

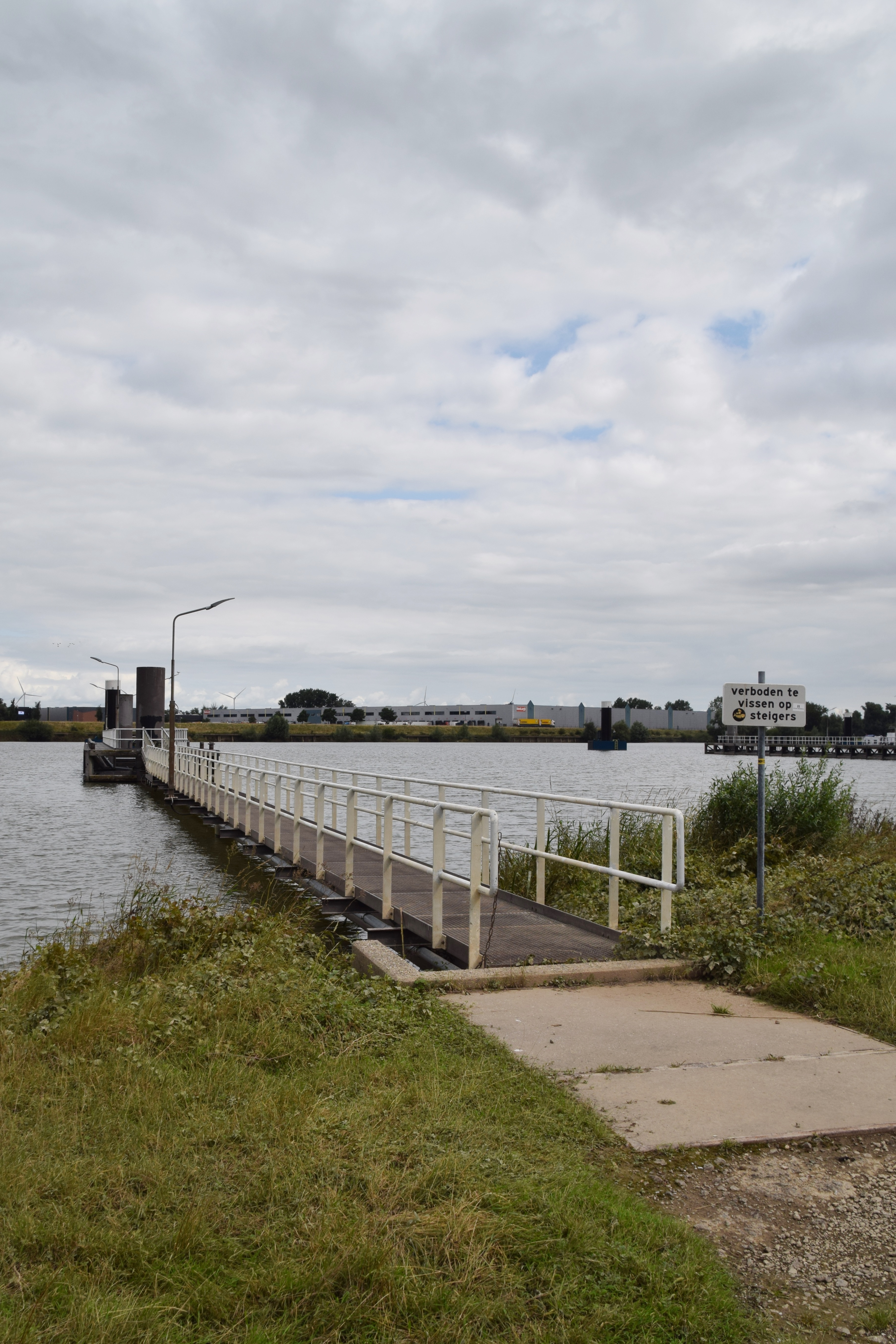
Een steiger in de haven.

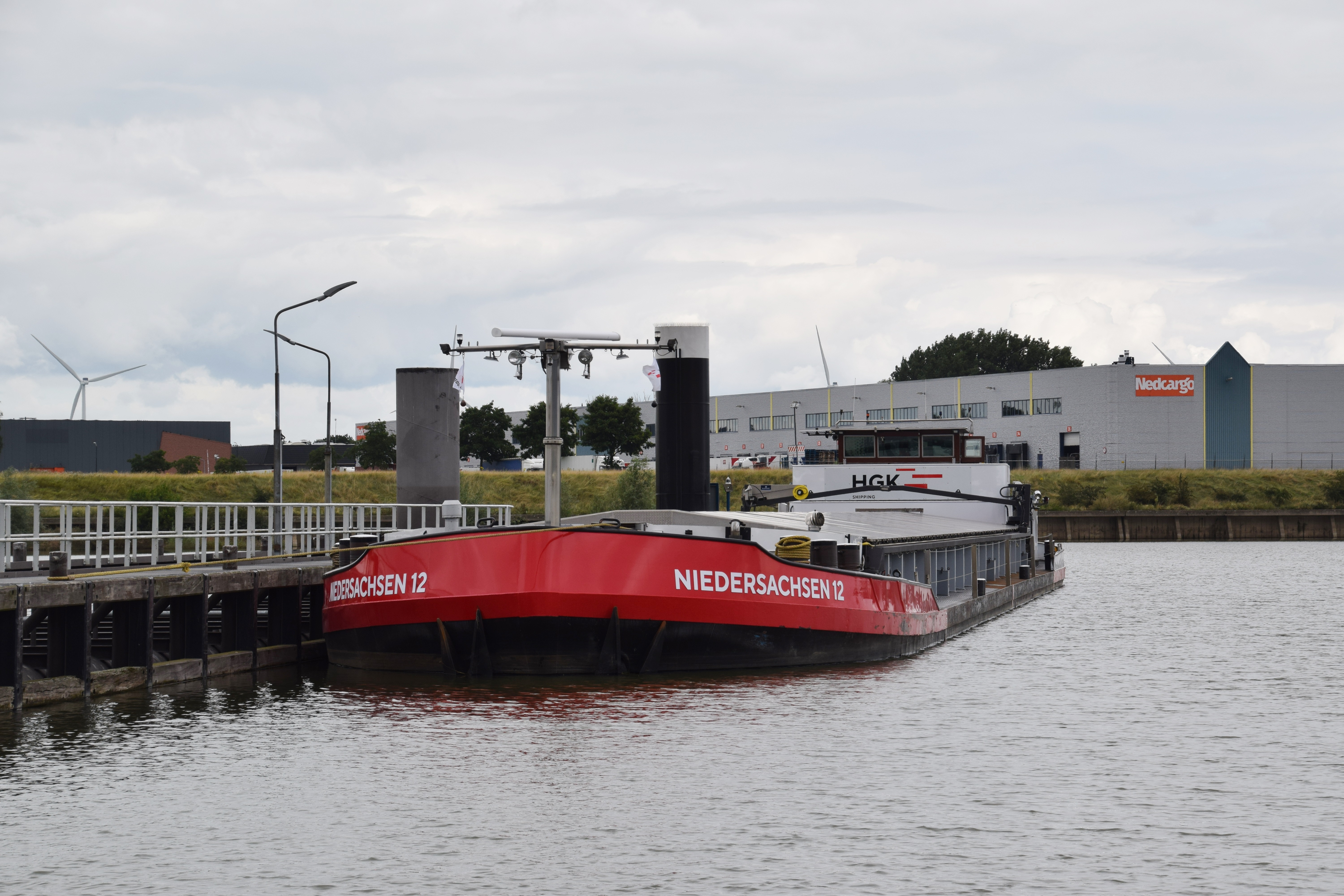
De Niedersachsen 12, een Dortmunder van 82 meter. Op de achtergrond de Kerkewaard.

De rivieroevers en de havenmond zijn in bezit van Rijkswaterstaat, maar de haven zelf, inclusief de aansluitingen op het wegennet, is in particulier bezit. De directie Oost-Nederland van Rijkswaterstaat regelt beheer en onderhoud, ook van het particuliere deel, maar moet voor aanpassingen in onderhandeling treden met de eigenaars.

## Achtergrond en geschiedenis

### Gat van Haaften
In 1966 kreeg De Waard BV een ontgrondingsvergunning waarmee een zandgat kon worden uitgebaggerd, waarvan een deel gebruikt zou worden om de Kerkewaard op te spuiten en deze uiterwaard geschikt te maken als industriegebied. De uitgraving zou ingericht worden als industriehaven. Het bedrijf heeft de Kerkewaard en de haven geëxploiteerd tot het opging in Kerkewaard BV, dat sindsdien eigenaar is.
Het baggerwerk voor dit gat van Haaften vond plaats van 1968 tot 1970. Het gebied lokte echter nauwelijks bedrijvigheid, zodat de geplande industriehaven er niet kwam. Meer dan een decennium was er geen noemenswaardige activiteit. De haveningang lag toen vlak bij de dorpskom van Haaften en was nauw en kronkelig. Het is niet duidelijk wanneer die verplaatst is. Een foto uit 1985 toont al de latere oostelijk gelegen ingang, maar de plaats van de oude ingang is nog herkenbaar.

### Aanzet
In 1979 toonde Rijkswaterstaat zich bezorgd over de verkeersveiligheid op de Waal en de Boven-Rijn, die toen al de drukste vaarweg van Europa vormden. Overnachtende schepen langs de rivier werden vrij vaak aangevaren en waren dus ongewenst. In voorbereiding op een proef met zesbaks duwvaart ging Rijkswaterstaat tot actie over: de snelheid en de golfslag van de duwboten maakte overnachten langs de rivier te gevaarlijk. Een voorstel om op proef één overnachtingshaven aan te leggen, werd in juni 1982 uitgewerkt in een inrichtingsplan voor een Overnachtingshaven Haaften. Kerkewaard BV verleende de Staat met ingang van 1983 een erfdienstbaarheid om het zuidelijk deel van de haven te gebruiken als overnachtingshaven. Geredeneerd werd, dat grote schepen veelal in continubedrijf varen, zodat de haven slechts geschikt hoefde te zijn voor schepen tot 1350 ton, zoals een Rijn-Hernekanaalschip.
Evaluatie was voorzien voor twee à drie jaar na de ingebruikname in 1985.

### Inrichtingsplan
De uitgangspunten in het inrichtingsplan waren:
- Geschikt voor schepen tot 1350 ton
- Ruimte voor ongeveer 18 schepen
- Bijkomend: aanlegplaatsen voor doorgaande recreatievaart
- Bruikbaar bij hoge en lage waterstanden
- Ander gebruik dan als overnachtingshaven moet zo mogelijk voorkomen worden
- Schepen met gevaarlijke stoffen (kegelschepen) gebruiken de haven alleen op aanwijzing van de havenbeheerder
- Brandweer en ambulance moeten in de buurt van de schepen kunnen komen
- Schippers moeten hun auto's bij voorkeur van en aan boord kunnen brengen.

### Ingebruikname
In 1984 werd de haven genoemd als overnachtingshaven, maar mogelijk was dit informeel gebruik zonder veel voorzieningen. In juni 1985 was de definitieve vorm zichtbaar, maar er werd nog gebaggerd en er waren geen aanlegsteigers. Openstelling werd aangekondigd voor oktober. De haven kostte zeven miljoen gulden. Druten en Nijmegen werden destijds ook genoemd als mogelijke havenlocaties.
In 1986 waren er praatpalen voor contact met de verkeerspost van Rijkswaterstaat in Tiel, omdat sommige marifoons niet voldoende bereik hadden. De haven mocht toen nog door de recreanten gebruikt worden, maar ook de pleziervaart was verplicht zich aan en af te melden bij de verkeersleiders.

### NedCargo
In 1999-2000 heeft Uden Logistics, het latere NedCargo, een groot deel van het industrieterrein op de Kerkewaard in eigendom gekregen, inclusief kade en een dertig meter brede strook water daarlangs.

### Renovatie
In de periode 2016-2018 heeft Rijkswaterstaat verschillende scheepvaartvoorzieningen in de sector Oost-Nederland laten renoveren, waaronder de overnachtingshavens Lobith en Haaften. In Haaften werden de vier steigers geschikt gemaakt voor schepen tot 135 meter, CEMT-klasse Va. In de praktijk gebruikten dergelijke schepen de haven al sinds 1998 zonder bezwaar. In 2017 en 2018 is de haveningang, die zich bij invaart trechtervormige vernauwde, vervangen door een iets tegenstrooms gerichte toegang met parallelle oevers, die minder problemen bij de invaart moet geven. Daarbij is de breedte van 110 naar 150 meter gegaan. Ook werd het water beter bereikbaar per auto.

### Conflict over het gebruik
Tussen Kerkewaard BV en Rijkswaterstaat zijn minstens sinds 1993 conflicten over het gebruik van de haven en de reikwijdte van de erfdienstbaarheid. In 2020 oordeelde het Gerechtshof Den Haag dat Kerkewaard BV in redelijkheid kon eisen dat de overnachtingshaven buiten het weekend alleen voor overnachtingen gebruikt zou worden. Een ander punt was de verlenging van de steigers in 2018, die een verzwaring van de erfdienstbaarheid met zich meebracht doordat manoeuvrerende schepen vaker en verder in het noordelijk deel zouden komen. Dit zou Kerkewaard BV schaden in de exploitatiemogelijkheden en de Staat moest de verlenging ongedaan maken. In cassatie bleek eind 2021 dat de Hoge Raad het begrip openbaar vaarwater, dat niet in de wet vastgelegd is, ruimer uitlegde dan het Gerechtshof en dat Kerkewaard BV die verzwaring toch moest dulden. De zaak werd terugverwezen naar Gerechtshof Amsterdam.
Vanaf 4 februari 2022 mochten er van maandag tot vrijdag tussen 8 en 18 uur geen schepen aangemeerd liggen. In november werd dat verbod ongedaan gemaakt na een klacht van Koninklijke Binnenvaart Nederland. De oude situatie met maximaal 3×24 uur ligtijd werd hersteld.

## Capaciteit en uitvoering

### Haven en ligplaatsen
De capaciteit is na de aanleg vrijwel onveranderd, ogenschijnlijke verschillen in vermeldingen zijn terug te voeren op de verschillende accenten die in bronnen gelegd worden. In 2009 was er sprake van zo'n dertig schepen, in 2014 van 25 tot 30 schepen. Plannen van Rijkswaterstaat repten van uitbreiding naar 70, maar deze zijn niet gerealiseerd.
De haven is ontworpen voor CEMT-klasse IV, dus voor schepen met een lengte tot 85 meter bij een breedte van 9,50 meter en een diepgang tot 2,50 meter. Anno 2019 was hij geschikt voor vaartuigen van klasse Va: lengte 110 meter, breedte 11,45 meter en diepgang 4,5 meter. Schepen, duwstellen en gekoppelde samenstellen tot 135 meter, die in de Rijnvaart de facto een standaard zijn, mogen de haven gebruiken, maar moeten praktische hindernissen voor lief nemen.
Er zijn vier drijvende steigers aan de zuidwestzijde en een dienstensteiger aan de westoever. In het korte deel ten oosten van de havenmond is een faciliteitensteiger. Alle steigers hebben een loopverbinding met de wal. Bij de drijvende steigers mogen schepen gemeerd liggen met een gezamenlijke breedte van 35 meter aan elke zijde, wat neerkomt op drie schepen aan elke zijde van een steiger. Vanaf deze steigers en de dienstensteiger loopt een verharde weg die met het oog op hoogwater iets verhoogd aangelegd is en aansluit op de N830 bij Haaften, die ter plaatse op het dijklichaam van de Waalbandijk ligt. De dienstensteiger kan worden gebruikt voor het afzetten van personen en materiaal, zoals auto’s; deze steiger is als enige bij hoogwater toegankelijk zonder te waden, maar is voor grote schepen lastig bereikbaar. Bovendien is het afmeren van schepen langer dan 110 meter niet optimaal.
De faciliteitensteiger bood minstens tot 2004 ligplaats aan één schip met gevaarlijke stoffen, een zogenaamd kegelschip. Anno 2008 was er echter geen ligplaats voor kegelschepen, maar de verkeerspost Tiel kan een schip met één kegel (brandbare stoffen) wel toestemming geven tot aanmeren aan de faciliteitensteiger. Deze steiger mag, onder voorwaarden van Rijkswaterstaat, ook door de recreatievaart en kleine schepen (minder dan twintig meter lengte) gebruikt worden. De faciliteitensteiger kan tevens dienen als calamiteitensteiger, bij hoogwater is hij echter onbruikbaar.

### Voorzieningen aan wal
Het terrein ligt afgelegen en is omheind, maar is niet zoals de IJzendoornse overnachtingshaven af te sluiten met een cijferslot. In het verleden werden auto's tussen vee geparkeerd, maar Rijkswaterstaat opent sinds 2010 het hek naar het nabijgelegen weiland alleen nog bij calamiteiten, zodat auto's sindsdien verderop op een parkeerplaats gestald worden. Het terrein is na hoogwater zompig en er ligt twee tot drie centimeter licht vervuild slib (klasse 2) op de wegen. Een volwaardig afgiftepunt voor afval was er in 2019 niet, maar wel een container voor huisvuil van de schippers. Het ontbreken van walstroom (elektriciteit via een lange kabel naar het lichtnet) geldt voor sommige schippers als een voordeel: ze laten hun eigen generator draaien. De stroom hoeft dan niet, zoals soms bij walstroom, onderbroken te worden voor wegvarende collega's.

### Invaart
De invaart gold, althans tot 2003, bij hoogwater als lastig en gevaarlijk. Bij een waterstand vanaf 3,25 meter boven NAP, kwamen de havenhoofden onder water te liggen. Niet alleen waren ze dan door de slechte markering onzichtbaar, maar bovendien kreeg de heersende dwarsstroom vrij spel. Vele tientallen schippers hebben geworsteld met de omstandigheden en er is een reeks strandingen geweest. Een van de eerste was spraakmakend: kort na de ingebruikname liep de Henma op 31 januari 1986 bij hoogwater aan de grond. Volgens de schipper was dat door een onverwachte dwarsstroom en waren er voor hem al vijf schepen in moeilijkheden geraakt. Toen het water zakte kwam de Henma volledig droog te liggen en pas twee maanden later werd het schip tijdens een nieuwe hoogwaterperiode vlotgetrokken.
Behalve de onzichtbare havenhoofden was ook de toegangsgeul lastig: die versmalde zich trechtervormig, van een breedte van 280 meter naar 100 meter, bij een lengte van 180 meter. Die vorm bemoeilijkte de oriëntatie en zorgde voor verraderlijke stromingen. Bij het invaren nam de dwarsstroom vrij plotseling toe, wat honderd meter in de havenmond nog lastig was. Een onderzoek van de Raad voor de Transportveiligheid (RvTV) uit 2003 stelde dat er in elf jaar zeventien schepen op vrijwel identieke wijze op dezelfde plaats bij het westelijke (benedenstroomse) havenhoofd aan de grond waren gelopen. De grondingen vonden zonder uitzondering bij nacht of schemer plaats en bij hoogwaterstanden die zich ongeveer vijftig dagen per jaar voordeden. Het betrof geladen schepen met een beperkt motorvermogen en gewoonlijk waren de betrokken schippers niet bekend met deze haven. De raad vermoedde dat de dode hoek een rol speelde en veronderstelde dat een schipper die na het passeren van de havenhoofden geen water meer voor zich zag, allicht te vroeg westwaarts de haven instuurde. Ook een ongelukkig gekozen plaats voor het baken op het westelijk hoofd kan een rol gespeeld hebben.
De havenmond blijkt bij het uitvaren niet gevaarlijk te zijn: alle ongevallen vonden plaats bij het invaren. Omdat het in alle gevallen schepen betrof met een droge lading die geen milieugevaar opleverde, bleven de gevolgen beperkt. Niettemin kapittelde de RvTV Rijkswaterstaat wegens een lakse houding jegens de veiligheid en stelde dat de verkeersbegeleider schippers ongevraagd zou moeten informeren over de sterke dwarsstroom als ze bij hoogwater de haven wilden invaren.

#### Veiligheidsmaatregelen
In reactie op de aanbevelingen van de RvTV is de plaats van borden en bakens bij de haveningang en elders aangepast. Ook werden er extra oriëntatielichten en radarbakens geplaatst. De aanpassingen waren in 2004 voltooid. Schippers die bij hoogwater de haven in wilden, waren al verplicht zich te melden bij verkeerspost Tiel, maar de minister zegde toe meer aandacht te gaan besteden aan handhaving van die verplichting.

### Bezetting en ligtijd
De officiële capaciteit van de haven is 25 schepen, maar in de praktijk kunnen er zo'n dertig schepen tegelijk overnachten. Dit was rond 2010 ook toegestaan, zolang de gezamenlijke breedte van de schepen niet meer was dan 35 meter aan elke zijde van een steiger. Verder geldt dat wat kleinere schepen met tweeën of bij uitzondering met drieën achter elkaar kunnen liggen. Gebaseerd op de officiële capaciteit had de haven omstreeks 2008 een gemiddelde bezettingsgraad van 50%, afhankelijk van de waterstand. Bij een waterstand van minder dan +3,50m NAP waren de schepen zonder waden vanaf de wal te bereiken en was de bezettingsgraad zo’n 68% (17 schepen). Bij een hogere waterstand daalde de bezettingsgraad naar 44% (elf schepen). In een gemengde rivier zoals de Waal, die zowel gletsjerwater als regenwater afvoert, treden dergelijke waterstanden voornamelijk, maar niet uitsluitend, in het voorjaar op.
De haven heeft onvoldoende capaciteit voor piekbelastingen. Schepen mogen hier maximaal drie dagen liggen; ze mogen niet laden, lossen of ontgassen. In verband met de kredietcrisis werd eind 2009 overwogen de termijn niet strikt toe te passen, omdat er geen werk was voor wellicht een kwart van de binnenvloot. Die schepen moesten ergens blijven en zijn in de Rijnvaart vaak te groot voor havens in het binnenland.

## Plannen
Vanaf het eind van de twintigste eeuw zijn enkele plannen voorgesteld voor uitbreiding en verbetering van de haven. Een plan van Rijkswaterstaat voorzag in een reeks aanpassingen aan de gewijzigde omstandigheden sinds de aanleg. Containervervoerder Van Uden (later NedCargo), die een vestiging heeft op het nabijgelegen industrieterrein Kerkewaard, presenteerde een visionair plan, waarin de haven een spilfunctie zou krijgen in het containervervoer door Nederland. Rond dit plan is het jaren stil gebleven, maar de overheid heeft voor 2014 tot 2021 een planning gemaakt voor stapsgewijze verbetering, beginnend met aanpassing van de havenmond.

### Plan Van Uden Group en NedCargo
Binnenvaartcontainervervoerder Van Uden had al sinds 1998 plannen om de files rond Rotterdam te omzeilen door een "megahub" aan te leggen, een overslagpunt voor de binnenvaart op de Kerkewaard in Haaften. Het bedrijf, dat hier twee distributiecentra had en er elf hectare braakliggend terrein bezit, noemde de ligging ideaal: op het kruispunt van de belangrijkste noord-zuid- en oost-westverbindingen van Nederland: de A2 en de A15. Via dit overslagpunt hoopte men rond de 350 000 containers te vervoeren in 2010, en mogelijk 1 000 000 containers in 2020. Van Uden heeft de plannen in 2007 en 2008 opnieuw aangekaart en stelde dat de plannen geheel in lijn zijn met de doelstellingen van het Havenbedrijf Rotterdam. Anno 2009 was hier niets van gerealiseerd en twijfelde de plaatselijke politiek over haalbaarheid en wenselijkheid. Ook was het onduidelijk of dit plan verenigbaar is met de toekomstplannen van Rijkswaterstaat. Anno 2014 meldde de bedrijfswebsite over de twee vestigingen in Haaften slechts dat "ligging aan de Waaloever in de toekomst vervoer over water mogelijk maakt".
NedCargo, de rechtsopvolger van Van Uden, kondigde in 2022 wel een grote uitbreiding aan. Het bedrijf wilde een distributiecentrum van 40.000 m² bouwen en een kade van 200 meter langs de haven aanleggen.

### Plan Rijkswaterstaat
Het ligplaatsenbeleidsplan van Rijkswaterstaat uit 2008 voorziet in een uitbreiding van de haven naar zeventig ligplaatsen, vanwege het tekort aan overnachtings- en wachtplaatsen tussen Lobith en Woudrichem. Ook moet de haven aangepast worden voor schepen met een lengte van 135 meter. Een voltooiingsdatum werd in 2008 niet aangegeven; een woordvoerder noemde het werk te complex om al een tijdpad vast te stellen. Samen met aanpassingen bij andere overnachtingshavens hoopt men tot 2030 voldoende ligplaatsen te hebben. Zie Toekomst overnachtingshavens voor beleidsmatige achtergronden.

### Voorstel reductie sedimentatie
In 2006 gaf WINN – een innovatieprogramma van Rijkswaterstaat voor waterbeheer – opdracht om te onderzoeken hoe sedimentatie (verzanding en slibafzetting) in havens te voorkomen was. Er waren slechts weinig havens waarvan voldoende gegevens bekend waren en waar sedimentatie een probleem was. In Haaften zorgt de spiraalstroom (wervelstroom), die door het bovenstroomse havenhoofd opgewekt wordt, voor aanzanding bij het benedenstroomse hoofd. De overnachtingshaven van Haaften en de industriehaven Amercentrale langs de Bergsche Maas voldeden daarnaast aan enkele randvoorwaarden en werden onderzocht. Haaften was bijzonder geschikt als proefproject ('pilotproject'), omdat het een haveningang heeft van een type dat bij meer rivierhavens voorkomt. Als pre gold, dat er voor beide havens al verbeteringsvoorstellen bestonden, waarin de inzichten van het onderzoek verwerkt konden worden. Omdat het om een proefproject ging, moesten de maatregelen zonder grote kosten teruggedraaid kunnen worden. Voor Haaften werden vier aanpassingen bekeken, waarvan er hoogstens een uitgevoerd zou worden:
- Aanpassing oeverlijn en doorlatende kribben
- Versmalling haveningang met een parallelle palenrij (nabij en evenwijdig aan de normaallijn, de denkbeeldige lijn tussen de koppen van de kribben)
- Drempels en een parallelle palenrij bovenstrooms van de haveningang
- Zandspiraalbuizen

Een doorlatende krib is een rij palen van ongeveer twaalf centimeter diameter, die op een paaldikte afstand in de bodem geslagen worden. Een zandspiraalbuis is eigenlijk geen buis, maar een stel geleiders of een goot op de rivierbodem die het water in een spiraalstroom brengt en onder een hoek van 45° richting de vaargeul leidt. Doordat de as van de werveling horizontaal is, vindt er geen sedimentatie plaats en de goten liggen ver genoeg onder water om de scheepvaart niet te hinderen. De aanleg van zandspiraalbuizen zou interessant zijn om kennis te verwerven voor soortgelijke situaties.
Economisch gezien bleek alleen een versmalling van de haveningang rendabel. De neer in de havenmond zou daardoor kleiner worden, met minder uitwisseling van rivierwater en havenwater als gevolg. Experts gingen ervan uit dat de aanzanding daardoor met 30% zou verminderen bij een versmalling van 280 meter naar 200 meter, maar de ingreep zou al rendabel zijn bij 20% minder aanzanding. Er waren echter geen rekenmodellen beschikbaar voor een onderbouwde schatting. Met de versmalling zouden de schippers ook minder last hebben van de dwarsstroom, omdat deze niet meer plotseling zou toenemen, maar een geleidelijker verloop over de lengte van de havenmond zou krijgen. Dit was echter geen belangrijke overweging.

### Aanpassingen 2014 – 2021
Aanpassing van de randvoorwaarden voor veilig invaren, zoals borden, bakens, lichten en radar, vond in 2004 plaats, maar het fundamentele probleem bleef de vorm van de havenmond. Vanaf 2014 wordt de havenmond aangepast, omdat de invaart bij hoogwater nog steeds lastig bleek te zijn. Volgens eerdere plannen zouden aansluitend de ligplaatsen en faciliteiten aangepakt worden, en eventueel ook de toegangsweg, die bij hoogwater overstroomt. Vanwege bezuinigingen werd de planning opgeschoven naar 2019. Daarbij zouden er meer ligplaatsen komen, zo mogelijk ook voor de schepen tot 135 meter lengte die op de Waal steeds meer de standaard zijn. In totaal werden de aanpassingen begroot op vijf miljoen euro, waarvan 400 000 voor de havenmond.